# Kąt Lovibonda

Kąt Lovibonda

Kąt Lovibonda (ang. Lovibond's angle) – kąt zawarty między płaszczyzną płytki paznokciowej a proksymalnym (bliższym) odcinkiem łożyska paznokcia. Gdy przekracza 180°, rozpoznaje się palce pałeczkowate